# Bani pentru amendamente
Bani pentru amendamente (în engleză Cash-for-influence scandal) a fost o anchetă investigativă inițiată de publicația britanică The Sunday Times cu privire la posibilitatea cumpărării influenței unor deputați din Parlamentul European. În anul 2011, ca urmare a anchetei, eurodeputații Ernst Strasser și Zoran Thaler au demisionat din funcție, iar eurodeputatul Adrian Severin a fost exclus din grupul parlamentar al socialiștilor europeni.
În 2013 fostul deputat european Ernst Strasser a fost condamnat la patru ani de închisoare. În 2014 fostul deputat Zoran Thaler a fost condamnat la doi ani și jumătate de închisoare.
Adrian Severin a fost condamnat definitiv la 4 ani închisoare cu executare pentru săvârșirea infracțiunilor de luare de mită și trafic de influență, în 2016. A fost eliberat condiționat pe 28 februarie 2018.